# 東知立站
東知立站（日语：／ Higashi-Chiryū eki */?）是位於愛知縣碧海郡知立町（現時：知立市內幸町），名古屋鐵道名古屋本線的車站。在現時知立站（第三代）啟用前，此站（當時為新知立站）和三河知立站（當時為知立站（第一代））合併為知立站（第二代）。在當時為知立町的中心車站。同時負責起名古屋本線與三河線之間的轉乘作用。在知立站（第三代）啟用後，此站改名為東知立站。後來由於此站客量開始減少，因此在1968年（昭和43年）1月7日廢除。

## 歷史

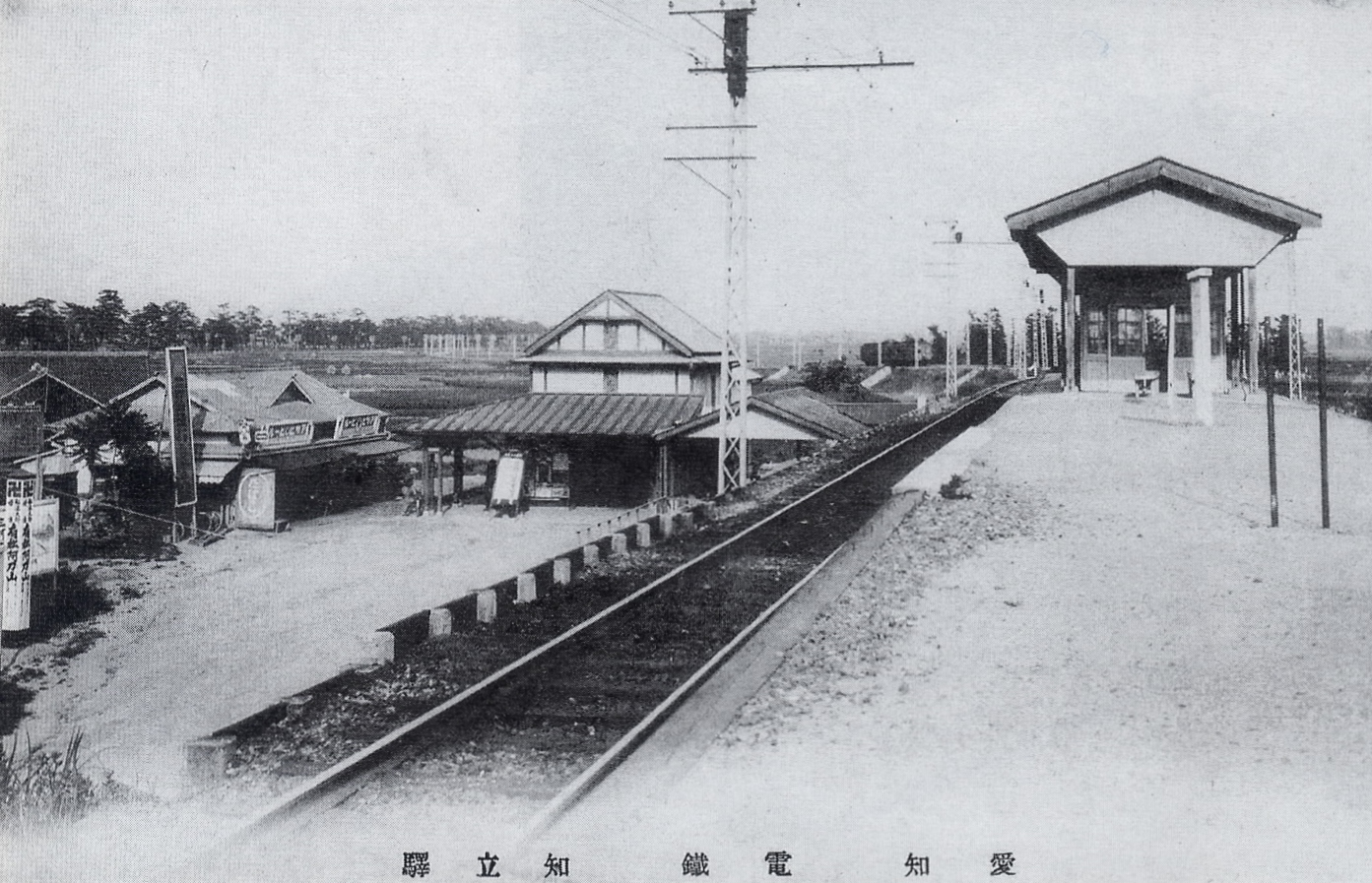
新知立站

在知立町內，首條鐵道線是在1915年（大正4年）率先由三河鐵道建設，該鐵道橫跨町內南北兩方。另一方面，隨著愛知電氣鐵道延伸至岡崎，以及東海道電氣鐵道合併至愛知電氣鐵道後，東海道電氣鐵道的建設鐵路許可區間部分進行了變更，變為有松至知立至岡崎之間，這個區間橫跨了町內東西兩方。由於該區間會與三河鐵道相交，當時預定把愛知電氣鐵道建造至三河鐵道的知立站（第一代），後來由於未能與三河鐵道達成協議而使談判破裂。愛知電氣鐵道便可預定路線向南繞道，變為與三河鐵道立體相交，在相交點附近建設新知立站，以便讓乘客轉乘三河鐵道。另外受到協議的影響，把建設工程延遲了，在新知立站正式啟用前，於現時知立站附近建設了臨時的新知立站。
後來在1935年（昭和10年），愛知電氣鐵道與名岐鐵道合併為名古屋鐵道（名鐵）。在1941年（昭和16年），三河鐵道合併至名鐵。當時由於知立（第一代）與新知立兩站都是同公司，因此加設了聯絡橋連接兩站，乘客可以在站內轉乘。而兩座車站同時合併為一座車站，名為知立站（第二代）。但是，由於原本是兩座位於不同地方的車站，因此兩線的月台有一段距離，公司內便可本線的部分名為「A知立」，三河線的部分名為「B知立」以作區別。一直維持這個狀態。後來，由於知立站（第二代）的構造仍然使轉乘兩線的乘客造成不便，加上由於班次數目增加，使透過途經知立聯絡線而直通至三河線的班次受到限制。而知立站（第二代）名古屋本線的月台是島式月台，因此隨著更多乘客使用，月台較難擴張。因此名鐵和自治體便計劃把知立站遷移。在1959年（昭和34年），現時的知立站（第三代）啟用。
考慮到減少影響舊站附近商店街的乘客。知立站遷移後，第二代知立站仍然保存。由於兩線月台有一段距離，因此再度變為兩座獨立車站。本線一方的車站名稱改名為東知立站，三河線一方的車站名稱改為三河知立站，聯絡橋被撤走。雖然東知立站仍然存在，但是由於與特急停車站的知立站（第三代）只有600米距離，因此東知立站的客量開始慢慢減少。在1968年（昭和43年）1月7日，東知立站被廢除。在晩年，部分普通列車還通過東知立站。

### 年表
- 1923年（大正12年）

知立站的變遷

  - 4月1日 - 愛知電氣鐵道岡崎線新知立站（臨時車站）啟用，該站位於現時知立站附近。
  - 6月1日 - 臨時車站遷移，新知立站正式啟用。
- 1928年（昭和3年）4月1日 - 三河鐵道知立站（第一代）至分支點之間的貨物聯絡線（知立聯絡線）開通。
- 1935年（昭和10年）8月1日 - 名岐鐵道和愛知電氣鐵道合併，名古屋鐵道成立。成為名鐵豐橋線的車站。
- 1941年（昭和16年）
  - 6月1日 - 三河鐵道合併至名古屋鐵道。
  - 8月1日 - 三河線知立站（第一代）與豐橋線新知立站合併為一座車站，名為知立站（第二代）。
- 1948年（昭和23年）5月16日 - 新岐阜至豐橋之間的路線名稱改為名古屋本線。成為名鐵名古屋本線車站。
- 1959年（昭和34年）4月1日 - 現時的知立站（第三代）啟用。舊站（第二代）兩線分離為兩座獨立車站，名古屋本線一方名為東知立站，三河線一方名為三河知立站。
- 1968年（昭和43年）1月7日 - 東知立站廢除。

## 配線圖
|                              | ↑ 東岡崎、豐橋、西尾方向                     |                              |
| ← 舉母、 猿投、 西中金方向面 | 名古屋鐵道 知立站（第二代）時代 站內配線略圖 | → 刈谷、 碧南、 吉良吉田方向 |
|                              | ↓ 新名古屋、新岐阜、犬山方向                 |                              |
| 图例 参考文献：              |                                              |                              |

| ← 豐橋、 東岡崎、 西尾方向 | 名古屋鐵道 東知立站 站內配線略圖 | → 新名古屋、 新岐阜、 犬山方向 |
| 图例 参考文献：            |                                  |                                |

## 使用狀況
以下為一日平均上下車人次變化。

### 知立站（第2代）時代
- 昭和25年度：7,344人
- 昭和30年度：11,680人

### 東知立站時代
- 昭和34年度：860人
- 昭和35年度：1,789人
- 昭和36年度：1,984人
- 昭和37年度：1,541人
- 昭和38年度：947人
- 昭和39年度：1,213人
- 昭和40年度：1,332人
- 昭和41年度：1,259人
- 昭和42年度：801人

## 相鄰車站
所屬路線與相鄰車站取自營業時代。
名古屋鐵道
名古屋本線
■特急、■準急
通過
■普通
牛田－（知立信號所）－東知立－知立

## 注腳
1. 1 2  澤田幸雄 「名鉄の駅，構内設備の思い出」p.142（《鐵道畫刊（日语：鉄道ピクトリアル）No.816　2009年3月号臨時增刊》 電氣車研究會（日语：電気車研究会），2009年）
2. ↑  昭和50/8 名鐵本社調查（《知立市史〈中巻〉》』p.508起）